# Fujiwara no Yasuhira
Fujiwara no Yasuhira (1155 (Kyushu)? - 3 de setembre, Bunji (14 d'octubre, 1189), va ser un comandant militar a finals del període Heian i principis del període Kamakura. El quart (i últim) cap del clan Oshu Fujiwara. El fill gran (segon fill) de Fujiwara no Hidehira. El seu germà gran (germà gran il·legítim, mig germà) era Kunihira, i els seus germans menors eren Tadahira, Takahira, Michihira i Yorihira.

## Biografia
Mare Taro, (La meva mare)

Va néixer com el segon fill de Fujiwara no Hidehira, el tercer cap del clan Oshu Fujiwara. La seva mare era filla de Mutsu no Kami Fujiwara no Motonari. Mentre que el seu mig germà Kunihira es deia "Pare Taro" i "el fill gran d'un altre ventre", Yasuhira, la mare de la qual era l'esposa legal, es deia "Mare Taro" i "Aquest ventre Taro" i va ser tractat com el fill gran ("Gukansho"). A l'entrada del 9 de gener de 1188 al Gyokuyo, se'l coneix com "Taro" tot i que era el segon fill d'Hidehira. No és clar exactament quants fills va tenir Hidehira de la seva esposa legal, o si Yasuhira va ser l'únic, però es pot suposar que Yasuhira va ser el més gran dels sis fills d'Hidehira.
La mort i la voluntat d'Hidehira

El 29 d'octubre de 1187, després de la mort d'Hidehira, Yasuhira va heretar ser el cap de família. Just abans de la seva mort, el seu pare Hidehira es va preparar per a un enfrontament amb Minamoto no Yoritomo, deixant un testament en el qual va sol·licitar que Minamoto no Yoshitsune, el germà petit de Yoritomo que havia entrat en conflicte amb Yoritomo després de la caiguda del clan Taira i va fugir a Hiraizumi on estava protegit per Hidehira, fos encarregat de l'assumpte nacionalista.
Segons "Gyokuyo" (l'entrada del 9 de gener de 1266), Hidehira va animar els germans Kunihira i Yasuhira a reconciliar-se, va fer que Kunihira es casés amb la seva pròpia dona i va fer que Kunihira, Yasuhira i Yoshitsune escrivissin una promesa per assegurar-se que no tinguessin cap motiu ocult. El seu testament estableix que hauria de servir a Yoshitsune com el seu senyor i que els tres haurien de romandre units per preparar un atac de Yoritomo. Tot i que els conflictes i les baralles són possibles entre germans, això no és possible entre pares i fills en principi, per la qual cosa es pensa que fent del rival Kunihira i Yasuhira padrastre i fill i fer-lo casar amb la filla de Fujiwara no Motonari, que li donaria una forta posició com a vídua, la posició de Kunihira es va reforçar i es va evitar el conflicte entre els germans.

## Pressió de Yoritomo i conflicte familiar
Al febrer i octubre (o novembre) de 1188, Yoritomo va emetre decrets imperials a la Cort Imperial demanant a Yasuhira i Motonari de perseguir i matar Yoshitsune. Segons la descripció de "Sonpi Bunmyaku", hi ha algunes parts que es poden interpretar com Yasuhira assassinant la seva pròpia àvia (la mare d'Hidehira) el desembre d'aquell any. Al gener de l'any següent, 1189, Yoshitsune va intentar tornar detingut un monjo del mont Hiei, Temitsu Shichiro, que portava una carta de Yoshitsune expressant la seva intenció de tornar a Kyoto. El 15 de febrer, Yasuhira va matar el seu germà petit, Yorihira ("Sonpi Bunmyaku"). El 22 de febrer, com que a Kamakura no hi havia cap dubte que Yasuhira simpatitzava amb la rebel·lió d'en Yoshitsune, el bàndol de Kamakura va fer una sol·licitud encara més forta a la Cort Imperial per sotmetre-lo directament. El 9 de febrer, Motonari i Yasuhira van enviar una resposta dient: "Una vegada sabrem on és Yoshitsune, el convocarem immediatament", però Yoritomo ho va ignorar i va demanar persistentment un decret imperial per perseguir Yoshitsune a Oshu al febrer, març i abril. Al quart mes intercalar, la Cort Imperial va considerar emetre un decret imperial per perseguir i matar Yasuhira.
Finalment, el 30 d'abril, Yasuhira va dirigir diversos centenars de soldats en un atac a la residència de Yoshitsune, la Mansió Kinugawa, obligant a Yoshitsune, la seva dona i els seus fills, i els seus amos i criats a suïcidar-se. El 13 de juny del mateix any, Yasuhira va enviar el cap d'en Yoshitsune xopat de sake a Kamakura com a senyal de la seva submissió. No obstant això, Yoritomo va considerar que el delicte d'amagar a Yoshitsune no era menys que una traïció, i va demanar un decret imperial per caçar i matar Yasuhira, alhora que va emetre una ordre de mobilització a tot el país. El 26 de juny, Yasuhira va matar el seu germà petit Tadahira per estar d'acord amb Yoshitsune (segons la descripció a "Sonpi Bunmyaku", també va matar a Michihira, que es deia que era el germà de Tadahira). Yasuhira va buscar la pau a Hiraizumi oferint el cap de Yoshitsune, però Yoritomo, d'altra banda, va afirmar que Yoshitsune, un membre de la seva família, havia estat derrotat sense permís, així que va sortir personalment de Kamakura el 19 de juliol i va dirigir un gran exèrcit per perseguir Yoshitsune a Oshu.

## Derrota a la guerra d'Oshu
- Per a més detalls, vegeu "Guerres d'Oshu" a la Viquipèdia japonesa.

Yasuhira, com a comandant en cap, tenia el seu quarter general a Kokubuhara Bendate {nota n. 6} en preparació per a l'atac a l'exèrcit de Kamakura. No obstant això, quan el seu comandant en cap Kunihira va ser derrotat a la batalla d'Atsuga Shimayama l'11 d'agost, va abandonar Hiraizumi, la casa de Trekaya, la central i va incendiar, i va fugir cap al nord. El 21 d'agost, Hiraizumi va ser incendiada, reduint a cendres les seves magnífiques mansions i milions de iens en actius. Les forces d'Hiraizumi van ser derrotades després de només tres dies de lluita, i després no hi va haver més resistències notables, cosa que va posar un final brusc a la glòria del clan Oshu Fujiwara. Quan Yoritomo va entrar a Hiraizumi al vespre del dia 22, va trobar la casa, el seu propietari desaparegut, reduïda a cendres, i una escena desolada amb el vent de tardor que bufava entre les ruïnes cremades, sense ningú a la vista. L'únic magatzem que quedava estava ple d'una gran quantitat de tresors i mercaderies importades, cosa que va cridar l'atenció tant de Yoritomo com dels seus seguidors.

El 26 d'agost, una carta de Yasuhira va ser lliurada a l'allotjament de Yoritomo. Segons l'Azuma Kagami, es va escriure el següent:
| « | "Yoshitsune era una cosa que el meu pare, Hidehira, havia protegit, i jo no sabia res d'ell. Després de la mort del meu pare, vaig rebre l'ordre de matar-lo. Això hauria de ser considerat un honor. Però ara, per què m'ataquen sense cap causa? Per això, he deixat el lloc on vivien els meus avantpassats i estic vagant per les muntanyes, on estic sota el control d'aquesta província i Dewa, M'agradaria que em perdonis i m'afegeixis als teus vassalls, m'agradaria que em estalviessis la pena de mort i m'enviessis a l'exili." | » |

## Moments finals
En Yoritomo no va acceptar la petició de misericòrdia de Yasuhira i va ordenar buscar-li el cap. Yasuhira es va dirigir al nord per fugir a l'illa d'Izumo , i va buscar refugi amb Jiro Kawada , que havia estat el seu servidor durant generacions, i va fugir a Nie-no-saku al comtat d'Hinai (actual ciutat d'Odate, prefectura d'Akita ), on havia estat basat . Va morir als 35 anys. {Nota n. 7}
El dia 6, en Jiro va lliurar el cap de Yasuhira a Yoritomo, però en Yoritomo va decapitar en Jiro, afirmant que oblidar la "gratitud dels Fudai " era un delicte d'una de les vuit crueltats. Seguint la tradició de la batalla de Zenkunen , el cap de Yasuhira va ser penjat d'un pilar amb un clau de ferro de vuit polzades clavat entre les celles. El cap de Yasuhira aviat va ser retornat a Hiraizumi i col·locat en una galleda lacada en negre pels seus familiars i col·locat al costat del taüt daurat al Saló Daurat del Temple Chusonji on descansa el seu pare, Hidehira.
A més, Yoritomo va construir el temple Eifuku-ji a Kamakura per apaivagar els rancors del clan Oshu Fujiwara i Yoshitsune, però ara el temple està abandonat. Pel que fa a aquest temple, l'Azuma Kagami registra en una entrada del 5 de febrer de 1248 (el segon any de l'era Hōji) que Hojo Tokiyori va tenir un somni espiritual en el qual va instar a la reparació del temple d'Eifuku-ji, dient: "Yoritomo va matar Yoshitsune i Yasuhira per la seva pròpia cort," i això no eren l'honor ulterior de Yoshitsune une havia estat restaurada almenys a l'època del regent Hojo Sadatoki, des de l'era Einin fins a l'era Kagen (1293-1306), quan es creu que l'Azuma Kagami va ser compilat.

## Descendents
L'Azuma Kagami, a l'entrada del 8 de novembre de 1271, té un passatge sobre la recerca del parador del fill petit de Yasuhira, però es desconeix el seu parador posterior. Se li va ordenar que canviés el seu nom perquè el seu nom (Manju) era el mateix que el del fill de Yoritomo (més tard conegut com Yoriie).
Es diu que Yasuhira va tenir tres fills: Tokihira, Hideyasu i Yasutaka (Yasutaka, Manju i Manjumaru).
Segons la "Història de la prefectura d'Iwate", Tokihira va ser assassinat juntament amb el seu pare Yasuhira, i l'existència de la seva dona i els seus fills no es pot confirmar.
Pel que fa als descendents d'Hideyasu, segons la "Genealogia de la família Abe Fujiwara" publicada a la "Història de la prefectura d'Iwate", el seu fill gran, Hidemune, va morir sense fills el 1221 (a l'edat de 22 anys). El segon fill, Yoshihira (1204 - any de mort desconegut), es va casar amb la filla d'Abe no Yorihisa, Sawako, i va tenir un fill, Nobuhira (1240 - any de mort desconegut, comunament conegut com Fujiwara no Sasima). Nobuhira es va casar amb la filla d'Abe Yasusuke i va tenir un fill, Yorihira (1278 - any desconegut de la mort, comunament conegut com Fujiwara Kyuma). Yorihira es va casar amb la filla d'Abe no Yasubei, Ichiko, i va tenir un fill, Takahira (data de naixement i mort desconeguda). Es diu que des de l'època de Takahira, la família va començar a anomenar-se el clan Abe. Un dels fills de Takahira va ser Tomohira (1335 - ?, comunament conegut com Abe no Goro), el fill del qual, Hidemasa (1358 - any de mort desconegut, comunament conegut com Abe no Gonrokuro), era net de Takahira. Els seus descendents, Takaharu i Takaaki, van continuar fins al primer període modern. En altres paraules, la genealogia del "clan Abe Fujiwara" és la següent: Tanmateix, no s'ha trobat cap registre d'aquesta genealogia que no sigui la "Història de la prefectura d'Iwate".
Yasuhira-Hideyasu-Yoshihira-Nobuhira-Yorihira-Takahira-Asahira-Hidemasa (era Enbun)-Takaharu-Takaaki
Pel que fa als èxits de Yasutaka (Yasutaka, Manju, Manjumaru), segons "History of the Mouth of the Mogami River" de Tokida Masakatsu, que estudia la història local de Shonai, el fill de Yasuhira, Manju, no tenia ni tan sols 10 anys quan va fugir a Sakata, i es va quedar amb Tokunin fins que va arribar a la majoria d'edat. I hi ha una llegenda que "després, anomenant-se Yasutaka, va anar a Tonohama a Tsugaru amb diversos retenidors i va desenvolupar 'Makihata'. Finalment, Yasutaka va anar a Kyoto i va intentar restaurar el clan Fujiwara d'Hiraizumi però va fracassar, així que es va instal·lar al domini de Kumano Shingu al comtat de Takaiesshima, i va traslladar-se als descendents d'Inhuda Hikaiesho Mar el 1377, el tercer any de Tenju durant el període Nanboku-cho, i va prendre el cognom "Makihata".
No obstant això, cap de Tokihira, Hideyasu o Yasutaka es pot trobar en els documents històrics contemporanis, i no hi ha descripcions d'ells en recopilacions posteriors com el Gukansho i l'Azuma Kagami, per la qual cosa és dubtós que realment existissin.

## El cap de Yasuhira
Durant molt de temps es va pensar que el cap de Yasuhira, que es guarda a la Sala Konjikido, era el de Tadahira, i la caixa de fusta on es guardava el cap també estava inscrit amb "Senyor Tadahira". Una investigació del taüt obert el 1950 va confirmar que la causa de la mort va ser la decapitació, però es van trobar 16 ferides de tall i punyalada al coll. En particular, hi havia petites cicatrius amb un diàmetre d'uns 1,5 cm entre les celles i a la part posterior del cap, cadascuna perforant el crani amb una longitud de 18 cm. Aquestes coincideixen amb la descripció de l'Azuma Kagami, que afirma que s'havia introduït un clau de 24 cm al crani, i es va determinar que el crani no pertanyia a Tadasuhira. També hi havia una ferida profunda al costat dret de la seva templa que semblava ser una ferida d'espasa, i nombrosos talls i punyalades al cap i a la cara. A partir d'aquestes ferides, es creu que l'espasa va ser balancejada set vegades en un intent de decapitar el cap de la víctima, fracassant cinc vegades abans de ser tallada en els dos últims intents, i que després la víctima va ser clavada a mort i es va mostrar com a exhibició pública. A més, s'havien tallat el nas i les orelles de la víctima, i es van trobar rastres d'un tall entre les celles, pel pont del nas i fins al llavi superior. L'estàtua està en bon estat, i la cara és rodona, té les galtes plenes i sembla jove, amb un nas recte i trets forts, igual que el seu pare.
L'estat de les dents era normal, i una radiografia va revelar que l'arrel del tercer molar (dent del seny) encara estava en procés de formació (la punta de l'arrel distal de la dent del seny no està mineralitzada, però la corona s'acostuma a completar entre els 12 i els 16 anys, l'erupció entre els 17 i els 21 anys, i s'estima que l'arrel es completa entre els 18 i els 21 anys). tenia 20 o 30 anys, o potser 25. També s'estimava que l'edat era d'entre 23 i 30 anys i, a jutjar pel grau de desgast dels incisius, era d'uns 30 anys. D'altra banda, alguns han suggerit que el crani mostra característiques tant d'algú a mitjans dels 20 com als 30. A causa d'aquest fet, tant la teoria que va morir als 25 anys, tal com es registra a la versió familiar Yoshikawa d'"Azuma Kagami", com la teoria que va morir als 35 anys, tal com es registra a la versió Hojo, no es poden ignorar i no estan confirmades. Tanmateix, com que l'Azuma Kagami registra que Tadahira va morir als 23 anys, és segur que era més gran que això.
Hi havia marques de sutura al voltant del coll i algú que es creia que era un parent proper li havia ofert un funeral amable. Es diu que aquesta mala interpretació es va deure al biaix de Yoshitsune cap als desfavorits. En altres paraules, el seu sentiment era que "Tadahira, el germà petit que va seguir la voluntat del seu pare i va donar suport al tràgic heroi, Yoshitsune, hauria de ser el veritable quart successor". Una altra raó donada és la suposició que hi havia una creença de llarga durada que Yasuhira, que era titllat de traïdor, no podria haver estat enterrat al Konjikido, que estava sota el control de l'exèrcit de Kamakura. Alguns investigadors especulen que Yasuhira, un traïdor, va ser enterrat allà perquè els seus parents propers (que es pensava que eren els germans Toshihira i Suehira HIZUME) es mostraven reticents a que el cap fos enterrat allà, i per això li van posar el nom de Tadahira.
També hi havia una llegenda que era el cap de Fujiwara no Tsunekiyo, el besavi de Yasuhira.

## Lotus Chusonji

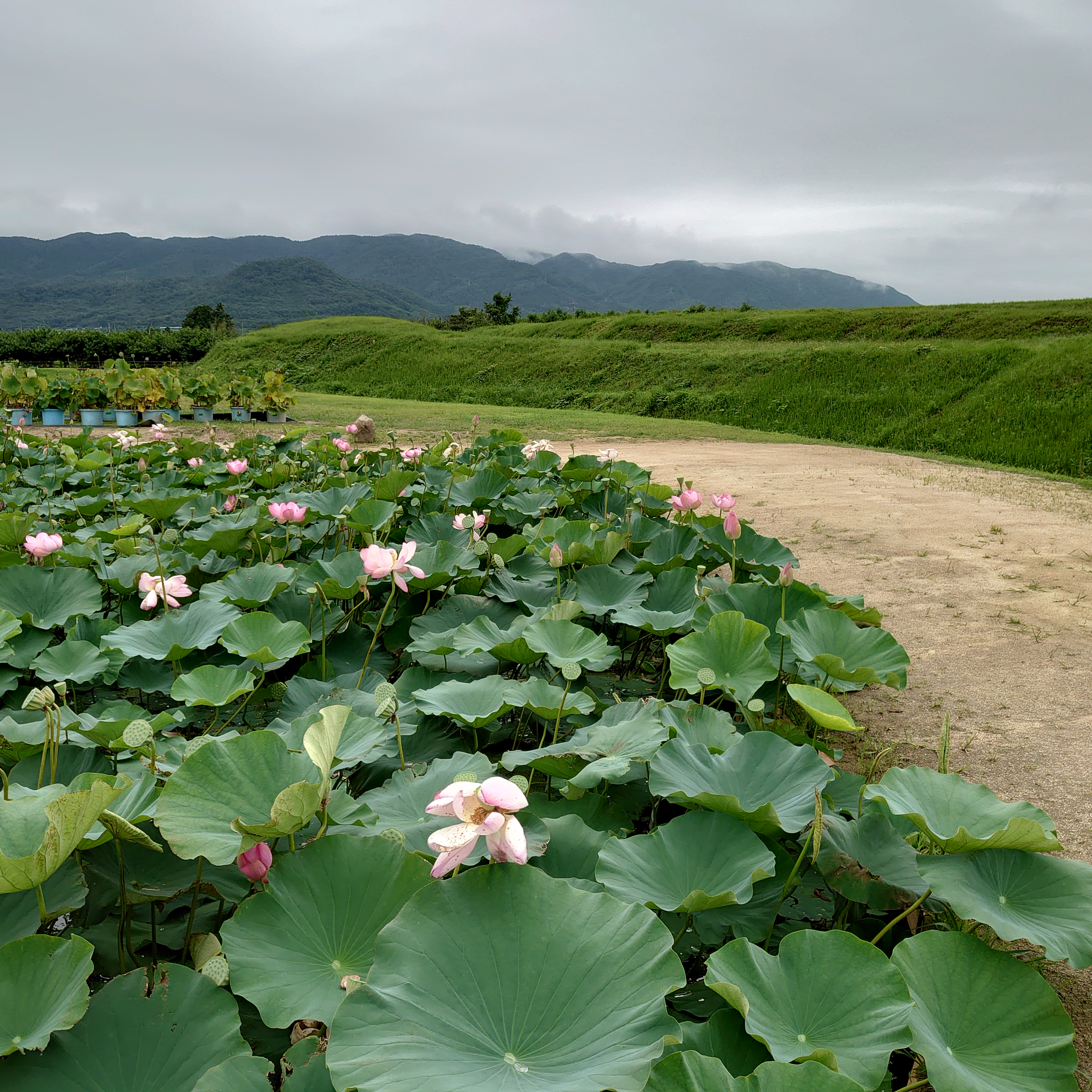
Estany de lotus al temple Chusonji (principis de juny de 2008)

Durant la investigació del taüt obert, es van descobrir més de 100 llavors de lotus a la galleda de Yasuhira. Les llavors van ser confiades a Ichiro Ohga, una autoritat sobre lotus, però no van poder germinar més tard, el 1995, el deixeble d'Ohga, Tokiko Nagashima, va aconseguir fer germinar les llavors. L'any 2000, 811 anys després de la mort de Yasuhira i 50 anys després del descobriment de les llavors, la flor de lotus finalment va florir i es va conservar al Sankozozo del temple Chusonji. Al temple Chusonji, aquestes flors de lotus s'anomenen "lotus Chusonji" i es conreen en un estany dins del recinte del temple.
A més, la ciutat de Kunimi, el comtat de Date, la prefectura de Fukushima, que tenia una estreta connexió amb Yasuhira, va heretar els arbres de lotus del temple Chusonji i va crear un estany de lotus al districte de Nishi-Oeda. L'any 2021, l'àrea circumdant es va convertir en un parc i es va anomenar Atsukashi Millennium Park.

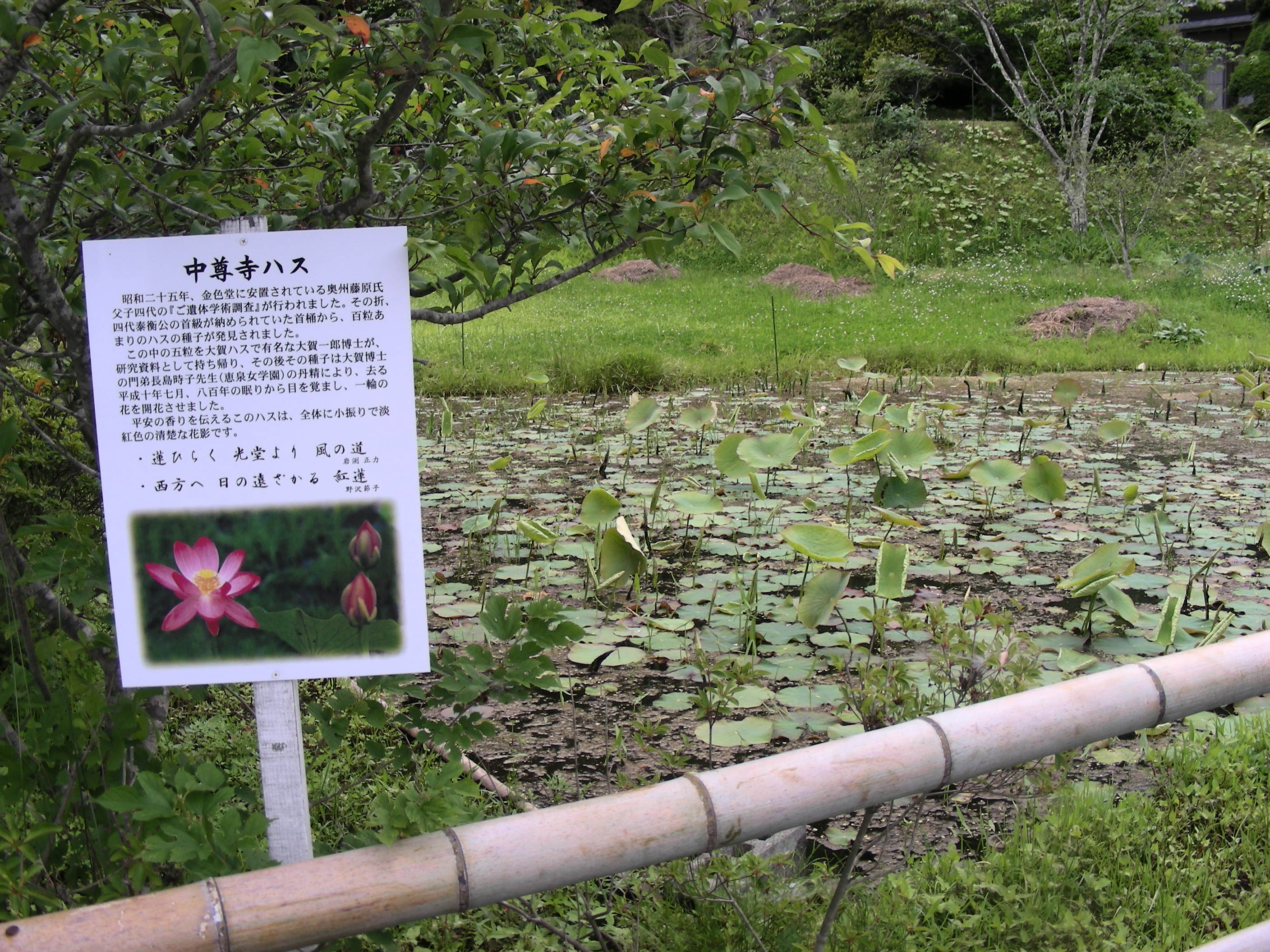
Estany de lotus al temple Chusonji (principis de juny de 2008)

## Altres
Com que Yasuhira era conegut com "Date Jiro", és possible que tingués connexions amb la regió de Date al nord de la prefectura de Fukushima. El comtat de Shinobu, adjacent al comtat de Date, estava governat pel clan Sato, que tenia estrets vincles amb el clan Oshu Fujiwara. El clan Sato és una branca del clan Fujiwara d'Hidego, la mateixa branca que el clan Oshu Fujiwara, i es diu que durant el regnat d'Hidehira, el cap del clan, Motoharu, es va casar amb la cosina d'Hidehira, la princesa Otowako, i que la filla de la princesa Otowako es va casar amb el germà menor de Yasuhira Tadahira. La regió de Date, adjacent al territori controlat pel clan Sato, que tenia forts vincles amb el clan Oshu Fujiwara, també va ser la regió on Yasuhira va construir un llarg mur defensiu durant la guerra d'Oshu el 1189. Encara que no hi ha proves que Yasuhira governés directament aquesta regió, sembla que era una zona sota la forta influència del clan Oshu Fujiwara.
A més, el 3 de setembre de 1122, Yasuhira va ser assassinat a Akita, i el seu cos sense cap va ser embolicat amb cura en un haori de brocat pels residents de la zona de Nie-saku, que van sentir llàstima per la seva mort, i el van enterrar allà. Llavors, l'esposa de Yasuhira, Kita no Kata, que havia seguit a Yasuhira, es va assabentar de la mort del seu marit i, en el dolor que va patir, es va suïcidar el 7 de setembre del mateix any el santuari de Nishikido va ser construït al lloc on va morir pels habitants del poble que van sentir pena per ella (es diu que la seva pagoda era de cinc anys).